# Nagrada Domagoj
Nagrada "Domagoj" je glazbena nagrada utemeljena 2001. godine, na inicijativu Mladena Pavkovića. Dodjeljuje ju Udruga branitelja, invalida i udovica Domovinskog rata (UBIUDR) Podravke i Udruge branitelja i Kluba veterana i dragovoljaca "INE-Naftaplin.
Dodjeljuje se za godišnji angažman na području glazbe, s naglaskom na domoljubne pjesme i humanitarne nastupe.
Odluku o nagradi donosi Stručni i ocjenjivački sud. Nagradu čini svečana plaketa i skulpture.
Cilj ove nagrade je na ovaj način zahvaliti hrvatskim glazbenicima za sve što su učinili za slobodnu, samostalnu i neovisnu Hrvatsku, za to što su se odazivali na braniteljske pozive i što su braniteljima i hrvatskom narodu najtežim danima poklanjali svoje domoljubne pjesme.

## Dobitnici
- 2001.: Ivica Percl, Tomislav Ivčić (postumno)
- 2002.: Marko Perković Thompson
- 2003.: Najbolji hrvatski tamburaši (Zlatni dukati), Ivo Robić (postumno)
- 2004.: Kićo Slabinac, Ivica Šerfezi (postumno)
- 2005.: -
- 2006.: Prljavo kazalište, Tomislav Brajša, Aleksandra Kullier, Vladimir Mihaljek, Ivo Fabijan (posmrtno), Nikica Kalogjera
- 2007.: Arsen Dedić, Gabi Novak, Mate Mišo Kovač, Višnja Korbar, Psihomodo pop, Đorđe Novković (postumno)
- 2008.: Tereza Kesovija, Hrvoje Hegedušić, Šima Jovanovac, Siniša Doronjga, 
  - posebno priznanje: Željko Lukić
- 2009.: Niko Bete, Đuka Čaić, Josipa Lisac, Mladen Kvesić, Zrinko Tutić, Mirko Švenda-Žiga, Kostadinka Velkovska
- 2010.:

### Stručni i ocjenjivački sudovi
- 2001.: Boris Babarović, Ranko Boban, Vladimir Delač, Željko Lukić, Aleksandra Kullier, Vladimir Mihaljek i Mladen Pavković
- 2002.: ?
- 2003.: Vanja Lisak, Mladen Pavković, Boris Babarović-Barba, Ivan-Ivica Percl, Vladimir Mihaljek, Ranko Boban, Željko Lukić
- 2004.: Vanja Lisak, Mladen Pavković, Boris Babarović-Barba, Ivan-Ivica Percl, Vladimir Mihaljek, Ranko Boban, Željko Lukić
- 2005.: -
- 2006.: Boris Babarović, Mladen Pavković, Vladimir Delač,
- 2007.: Boris Babarović, Ranko Boban, Vladimir Delač, Željko Lukić, Aleksandra Kullier, Vladimir Mihaljek i Mladen Pavković
- 2008.: Boris Babarović, Ranko Boban, Vladimir Delač, Aleksandra Kullier, Vladimir Mihaljek, Mladen Pavković, Kostadinka Velkovska
- 2009.: Boris Babarović, Ranko Boban, Vladimir Delač, Aleksandra Kullier, Zdravko Mikotić, Vladimir Mihaljek, Mladen Pavković
- 2010.: